# Gina Gogean
Gina Gogean född den 9 september 1978 i Câmpuri, Rumänien, är en rumänsk gymnast.
Hon tog OS-silver i lagmångkampen i samband med de olympiska gymnastiktävlingarna 1992 i Barcelona.
Hon tog även OS-silver i mångkampen, OS-brons i lagmångkampen, OS-brons i hopp och OS-brons i bom i samband med de olympiska gymnastiktävlingarna 1996 i Atlanta.